# Pequena Petra
Pequena Petra (em árabe: البتراء الصغيرة; romaniz.: al-batrā aṣ-ṣaġïra), também conhecido como Sical Baride (em árabe: سيق البريد, lit. "o cânion frio") é um sítio arqueológico localizado ao norte de Petra e a cidade de Uádi Muça na província de Ma'an da Jordânia. Como Petra, é um sítio nabateu, com construções esculpidas nas paredes dos canyons de arenito; mas, como o próprio nome sugere, é muito menor, consistindo de três áreas abertas mais amplas conectadas por um cânion de 450 metros. Faz parte do Parque Arqueológico de Petra, embora seja acessado separadamente, é incluído na inscrição de Petra como Patrimônio Mundial da UNESCO. É frequentemente visitado por turistas em conjunto com a própria Petra, uma vez que é gratuito e geralmente menos lotado.
Como Petra, foi, provavelmente, construída durante o auge da influência dos Nabateus durante o século I. Embora o propósito de algumas das construções não é clara, os arqueólogos acreditam que todo o complexo foi um subúrbio de Petra, a capital nabateu, significava abrigar comerciantes visitantes na Rota da Seda. Após o declínio dos Nabateus, ela estava vaga, usada apenas por Beduínos nômades, por séculos. Junto com a vizinha Beidha, Pequena Petra foi escavada no final do século XX por Diana Kirkbride e Brian Byrd.
Em 2010, descobriu-se que um biclínio, ou sala de jantar, em uma das cavernas tinha sobrevivido a arte interior representando uvas, videiras e putto em grande detalhe, provavelmente em homenagem ao deus grego Dioniso e ao consumo de vinho. Os afrescos do teto de 2 000 anos de idade, no estilo helenístico, foram restaurados desde então. Embora eles não sejam apenas o único exemplo conhecido de pintura figurativa de nabateus in situ, exemplo muito raro em larga escala da pintura helenística, considerada superior até mesmo a pinturas romanas posteriores semelhantes em Herculano.